# 595
595 (DXCV na numeração romana) foi um ano comum do século VI, do Calendário Juliano, da Era de Cristo, teve início e fim a um sábado, com a letra dominical B.
| ano completo                   |
| ------------------------------ |
| Ano comum com início ao sábado |

## Eventos
- Campanha de Quildeberto II, rei da Austrásia, contra os bávaros.